# Worgule
Worgule – wieś w Polsce położona w województwie lubelskim, w powiecie bialskim, w gminie Leśna Podlaska. 
Wieś jest sołectwem w gminie Leśna Podlaska. Według Narodowego Spisu Powszechnego z roku 2011 wieś liczyła 335 mieszkańców.
W latach 1975–1998 miejscowość administracyjnie należała do województwa bialskopodlaskiego.
Wierni Kościoła rzymskokatolickiego należą do parafii Podwyższenia Krzyża Świętego w Łukowcach.

## Historia
Worgule w wieku XIX opisano jako wieś i folwark w powiecie bialskim, gminie Sitnik, parafii Biała.
W roku 1827 było tu 32 domów i 210 mieszkańców, w roku 1884 – 49 domów i 470 mieszkańców. 
Dobra Worgule w 1884 r. składały się z folwarku Worgule i Jagodnica oraz przyległości: Ludwinów, Zaberbecze alias „Sobszczyzna” oraz lasu „Floria”, rozległość ogólna dóbr wynosiła 2641 mórg.
Wieś Worgule posiadała osad 53 oraz mórg 1115, natomiast wieś Jagodnica osad 20 i jedną morgę.
W 1921 roku wieś Worgule zamieszkiwało 390 osób, wszyscy mieszkańcy byli Polakami wyznania rzymskokatolickiego. Natomiast folwark Worgule zamieszkiwały 104 osoby i również wszyscy mieszkańcy byli Polakami wyznania rzymskokatolickiego.